# Nyctalus leisleri
El nóctulo pequeño o murciélago de Leisler (Nyctalus leisleri) es una especie de murciélago perteneciente a la familia Vespertilionidae. La especie recibió su nombre en honor al naturalista Johann Philipp Achilles Leisler.

## Descripción
Es un murciélago de tamaño mediano, un poco más chico que el nóctulo común. Tiene una longitud de 48 a 68 milímetros (en la cabeza y el cuerpo) y una amplitud de alas de 260 a 330 mm. El antebrazo alcanza entre 38 y 47 mm y el peso del murciélago varía entre once y veinte gramos. La cara, las orejas y las alas presentan una tonalidad oscura. El pelaje es marrón, más oscuro en el vientre que en el lomo, a diferencia del nóctulo común que es de color uniforme. La base de los brazos está recubierta por pelo, las orejas son cortas y presentan una forma redondeada similar a la de un hongo. Las alas son largas y estrechas.

## Distribución
El nóctulo pequeño puede encontrarse a lo largo de Europa y el oeste asiático, llegando a lugares como los Montes Urales y la cadena montañosa Himalaya. También puede encontrarse en el noroeste de África, en las Islas Canarias y en Madeira. La forma de las Azores suele considerarse como una especie separada: Nyctalus azoreum o nóctulo de las Azores. 
Por lo general habita los bosques, tanto de coníferas como de árboles de hoja caduca, pero también se adapta a áreas urbanas y sin árboles y frecuentemente anida en edificios. 
En la mayor parte de su territorio, el nóctulo pequeño es poco común, pero en Irlanda es mucho más corriente. En el Reino Unido se conocen unas pocas colonias en Inglaterra y en Gales con ejemplares que ocasionalmente migran a Escocia. Las amenazas a su supervivencia incluyen la baja en la población de los insectos grandes, la pérdida de los árboles de los bosques y los químicos tóxicos que se utilizan en los edificios.

## Alimentación
Los murciélagos salen de sus nidos poco después del atardecer para alimentarse de insectos voladores como polillas y escarabajos. Vuelan derecho y rápido sumergiéndose en aguas poco profundas, generalmente cercanas a los árboles. A menudo se alimentan cerca de los semáforos, atrapando a los insectos que se ven atraídos por las luces. Alcanzan su pico de actividad al amanecer y durante el crepúsculo y pueden viajar más de diez kilómetros al cazar. 

## Reproducción
Los nóctulos pequeños usualmente viven en colonias que constan de veinte a cincuenta individuos, pero en Irlanda pueden ser mucho más grandes. La colonia suele encontrarse en un árbol hueco o en un edificio; las cajas para murciélagos también son utilizadas. Las hembras dan a luz a uno o dos murciélagos, siendo más comunes los nacimientos dobles en los países más orientales. 

## Ecolocalización
Las frecuencias utilizadas por esta especie de murciélagos para la ecolocalización varían entre 25-54 kHz, alcanzando el máximo de energía en los 29 kHz y con una duración promedio de 8,5 ms.